# Артимович, Анатолий Ефимович
Артимович Анатолий Ефимович — минский художник, скульптор. Член Союза художников СССР. Член Белорусского союза художников.  Заслуженный деятель искусств Республики Беларусь (2013 г.). Лауреат Государственной премии Республики Беларусь (1998 г.). Медаль Франциска Скорины (2009). Профессор кафедры скульптуры Белорусской государственной академии искусств (2005 г.) .

## Биография
Родился 26 сентября 1940 года в д. Куренец, Вилейского р-на, Минской области. С 1955 г. учился на отделение скульптуры в Минском художественном училище. На протяжении 6 лет с 1960 г. проходил обучение в Белорусском государственном театрально-художественном институте на отделение скульптуры, под руководством А. Бембеля и А. Глебова. Начиная с третьего года обучения его работы берут участие в нескольких Всесоюзных конкурсах. В 1965 г. создает проект мемориального комплекса «Брестская крепость-герой», за которой получил поощрительную премию.
В 1967 г. вместе с скульптором В.Андрющенко занимает первое место в конкурсе по созданию проекта мемориального комплекса, посвященного 28-ми героям панфиловцам,  для г. г. Алма-Аты (Казахстан). Мемориал был открыт в 1975 году.
По возвращении из Алма-Аты А. Артимович продолжил работу над проектом комплекса Брестской крепости с А. Бембелем. По его эскизам была создана входная группа мемориала («Звезда»). 
С 1966 года преподаёт в Белорусской государственной академии искусств.

## Список основных научных работ
1. Арцімовіч А. Я. Жаночая фігура. Вучэбна — метадычны дапаможнік для спецыяльнасці «Скульптура», Мінск, 1998.
2. Артимовіч А. Е. Двухфигурный этюд. Методическая рекомендация, 2010.

## Основные работы
памятник «Рогнеде и Изяславу» в г. Заславль, памятник Евфросинии Полоцкой в г. Минск, памятник основателю города князю Борису, в Борисове, памятник, посвященный событиям 1812 года возле д. Студенка, памятник Ф.Скорине в г. Калининград, памятник Владимиру Храброму Донскому в г. Малоярославец, мемориальный комплекс, посвященный 1-й мировой войне в г. Сморгонь.